# AFC Cup 2023/24
Der AFC Cup 2023/24 war die 19. und letzte Spielzeit des nach der Champions League zweitwichtigsten asiatischen Wettbewerbs für Vereinsmannschaften im Fußball unter dieser Bezeichnung seit dessen Gründung zur Spielzeit 2004. Am Wettbewerb nahmen in dieser Saison 49 Klubs aus 29 Landesverbänden der AFC teil. Die Saison begann mit der ersten Qualifikationsrunde am 8. August 2023 und endete mit dem Finale am 5. Mai 2024. Titelverteidiger war der omanische Verein al-Seeb Club, der sich allerdings nicht qualifizieren konnte.
Im Finale setzte sich der australische Verein Central Coast Mariners mit 1:0 gegen al Ahed aus dem Libanon durch und konnte so seinen ersten Titel gewinnen. Torschützenkönig wurde der Brasilianer Marco Túlio von Central Coast Mariners mit acht Toren.

## Qualifikation
Die Spielpaarungen in den drei Qualifikationsrunden wurden nach der in die fünf Regionen aufgeteilten AFC-Vierjahreswertung 2021 und der Zugangsliste gesetzt, wobei Begegnungen zwischen Mannschaften desselben Landesverbandes ausgeschlossen waren. Die Qualifikationsrunden wurden jeweils einem Spiel entschieden, wobei der Verein aus dem höhergesetzten Verband jeweils Heimrecht hatte. Bei einem Gleichstand wurde zunächst eine Verlängerung gespielt und dann gegebenenfalls ein Elfmeterschießen angewendet.
Die sieben Sieger der Play-off-Runde erreichten die Gruppenphase. Die unterlegenen Mannschaften schieden aus.

### Erste Qualifikationsrunde
Das Spiel fanden am 8. August 2023 statt.
|               | Ergebnis |         | Region |
| ------------- | -------- | ------- | ------ |
| Machhindra FC | 3:2      | Paro FC | Süd    |

### Zweite Qualifikationsrunde
Die Spiele fanden am 15. und 16. August 2023 statt.
|                    | Ergebnis |                    | Region  |
| ------------------ | -------- | ------------------ | ------- |
| Mohun Bagan AC     | 3:1      | Machhindra FC      | Süd     |
| Abahani Ltd. Dhaka | 2:1      | Club Eagles        | Süd     |
| Merw FK            | 1:0      | Alai Osch          | Zentral |
| Phnom Penh Crown   | 3:0      | Young Elephants FC | Südost  |
| Yangon United      | 2:1      | Brunei DPMM FC     | Südost  |

### Play-off-Runde
Die Spiele fanden am 22. und 23. August 2023 statt.
|                 | Ergebnis |                     | Region  |
| --------------- | -------- | ------------------- | ------- |
| al-Khaldiya SC  | 2:3      | al-Nahda Club       | West    |
| al-Ittihad      | 2:1      | Shabab al-Khalil SC | West    |
| Mohun Bagan AC  | 3:1      | Abahani Ltd. Dhaka  | Süd     |
| FC Khujand      | 1:2      | Merw FK             | Zentral |
| Tampines Rovers | 2:3      | Phnom Penh Crown    | Südost  |
| PSM Makassar    | 4:0      | Yangon United       | Südost  |
| CD Monte Carlo  | 1:2      | Taichung Futuro FC  | Ost     |

## Gruppenphase
| Region               | Gruppen         |
| -------------------- | --------------- |
| Westregion (WAFF)    | Gruppen A bis C |
| Zentralregion (CAFA) | Gruppe D        |
| Südregion (SAFF)     | Gruppe E        |
| Südostregion (AFF)   | Gruppen F bis H |
| Ostregion (EAFF)     | Gruppe I        |

An der Gruppenphase nahmen 36 Vereine teil. 29 Mannschaften waren direkt qualifiziert, dazu kamen noch sieben (jeweils zwei aus der West- und der Südostregion sowie je einer aus den anderen drei Regionen), die sich über die Play-off-Runde qualifizierten. Die Gruppenauslosung fand am 24. August 2023 in der malaysischen Hauptstadt Kuala Lumpur statt. Die Mannschaften wurden in neun Gruppen mit je vier Teilnehmern gelost. Die Verteilung der Gruppen auf die jeweiligen Regionen zeigt die nebenstehende Tabelle.
Die Gruppensieger und der jeweils beste Gruppenzweite der Gruppen A bis C sowie der Gruppen F bis H qualifizierten sich für das Regional-Halbfinale, während die Gruppensieger der Gruppen D, E und I sich für das Interregional-Halbfinale qualifizierten. Alle anderen Mannschaften schieden aus dem Wettbewerb aus. Bei Punktgleichheit zweier oder mehrerer Mannschaften wurde die Platzierung durch folgende Kriterien ermittelt:
1. Anzahl Punkte im direkten Vergleich
2. Tordifferenz im direkten Vergleich
3. Anzahl Tore im direkten Vergleich
4. Anzahl Auswärtstore im direkten Vergleich
5. Wenn nach der Anwendung der Kriterien 1 bis 4 immer noch mehrere Mannschaften denselben Tabellenplatz belegen, werden die Kriterien 1 bis 4 erneut angewendet, jedoch ausschließlich auf die Direktbegegnungen der betreffenden Mannschaften. Sollte auch dies zu keiner definitiven Platzierung führen, werden die Kriterien 6 bis 10 angewendet.
6. Tordifferenz aus allen Gruppenspielen
7. Anzahl Tore in allen Gruppenspielen
8. Wenn es nur um zwei Mannschaften geht und diese beiden auf dem Platz stehen, kommt es zwischen diesen zu einem Elfmeterschießen.
9. Niedrigere Anzahl Punkte durch Gelbe und Rote Karten (Gelbe Karte 1 Punkt, Gelb-Rote und Rote Karte 3 Punkte, Gelbe Karte auf die eine direkte Rote Karte folgt 4 Punkte)
10. Höherer Rang des Fußballverbandes in der AFC-Vierjahreswertung

### Gruppe A
| Pl. | Verein                  | Sp. | S | U | N | Tore    | Diff. | Punkte |
| --- | ----------------------- | --- | - | - | - | ------- | ----- | ------ |
| 1.  | al-Nahda Club           | 4   | 3 | 0 | 1 | 006:400 | +2    | 09     |
| 2.  | al Ahed                 | 4   | 2 | 0 | 2 | 005:500 | ±0    | 06     |
| 3.  | al-Futowa               | 4   | 1 | 0 | 3 | 003:500 | −2    | 03     |
| 4.  | Jabal al-Mukaber Club 1 | 0   | 0 | 0 | 0 | 000:000 | ±0    | 0      |

| 18. September 2023    |        |                                                                |
| al Ahed               | 2:1    | al-Nahda Club \| al-Seeb-Stadion (in Sib)                      |
| Jabal al-Mukaber Club | 11:0 1 | al-Futowa \| Prinz-Mohammed-Stadion (in Zarqa)                 |
| 2. Oktober 2023       |        |                                                                |
| al-Futowa             | 1:0    | al Ahed \| Prince Abdullah bin Jalawi Stadium (in Hofuf)       |
| al-Nahda Club         | 14:0 1 | Jabal al-Mukaber Club \| Sultan-Qabus-Sportzentrum (in Maskat) |
| 23. Oktober 2023      |        |                                                                |
| al-Nahda Club         | 2:1    | al-Futowa \| Sultan-Qabus-Sportzentrum (in Maskat)             |
| 6. November 2023      |        |                                                                |
| al-Futowa             | 0:1    | al-Nahda Club \| König-Abd-al-Aziz-Stadion (in Mekka)          |
| 27. November 2023     |        |                                                                |
| al-Nahda Club         | 2:1    | al Ahed \| Sultan-Qabus-Sportzentrum (in Maskat)               |
| 12. Dezember 2023     |        |                                                                |
| al Ahed               | 2:1    | al-Futowa \| al-Seeb-Stadion (in Sib)                          |

Anmerkung

### Gruppe B
| Pl. | Verein         | Sp. | S | U | N | Tore    | Diff. | Punkte |
| --- | -------------- | --- | - | - | - | ------- | ----- | ------ |
| 1.  | al-Kahrabaa SC | 6   | 4 | 1 | 1 | 010:500 | +5    | 13     |
| 2.  | al-Wihdat      | 6   | 3 | 1 | 2 | 010:700 | +3    | 10     |
| 3.  | al Kuwait SC   | 6   | 1 | 4 | 1 | 005:500 | ±0    | 07     |
| 4.  | al-Ittihad     | 6   | 0 | 2 | 4 | 003:110 | −8    | 02     |

| 19. September 2023 |     |                                                                    |
| al-Kahrabaa SC     | 0:0 | al Kuwait SC \| Basra Sports City Stadium (in Basra)               |
| al-Wihdat          | 2:0 | al-Ittihad \| Amman International Stadium                          |
| 3. Oktober 2023    |     |                                                                    |
| al Kuwait SC       | 2:1 | al-Wihdat \| al-Kuwait SC Stadium                                  |
| al-Ittihad         | 0:2 | al-Kahrabaa SC \| König-Abd-al-Aziz-Stadion (in Mekka) 1           |
| 24. Oktober 2023   |     |                                                                    |
| al-Ittihad         | 1:1 | al Kuwait SC \| König-Abd-al-Aziz-Stadion (in Mekka) 1             |
| al-Wihdat          | 3:1 | al-Kahrabaa SC \| Amman International Stadium                      |
| 7. November 2023   |     |                                                                    |
| al Kuwait SC       | 1:1 | al-Ittihad \| Jaber al-Ahmad International Stadium (in Ardiya)     |
| al-Kahrabaa SC     | 3:1 | al-Wihdat \| Basra Sports City Stadium (in Basra)                  |
| 28. November 2023  |     |                                                                    |
| al Kuwait SC       | 0:1 | al-Kahrabaa SC \| Jaber al-Ahmad International Stadium (in Ardiya) |
| al-Ittihad         | 0:2 | al-Wihdat \| König-Fahd-Stadion (in Ta'if) 1                       |
| 11. Dezember 2023  |     |                                                                    |
| al-Wihdat          | 1:1 | al Kuwait SC \| Amman International Stadium                        |
| al-Kahrabaa SC     | 3:1 | al-Ittihad \| Basra Sports City Stadium (in Basra)                 |

Anmerkung

### Gruppe C
| Pl. | Verein       | Sp. | S | U | N | Tore    | Diff. | Punkte |
| --- | ------------ | --- | - | - | - | ------- | ----- | ------ |
| 1.  | al-Riffa SC  | 6   | 4 | 1 | 1 | 015:500 | +10   | 13     |
| 2.  | al-Zawraa SC | 6   | 3 | 2 | 1 | 011:700 | +4    | 11     |
| 3.  | al-Arabi     | 6   | 2 | 2 | 2 | 006:800 | −2    | 08     |
| 4.  | Nejmeh Club  | 6   | 0 | 1 | 5 | 004:160 | −12   | 01     |

| 18. September 2023 |     |                                                                  |
| al-Zawraa SC       | 1:2 | al-Arabi \| Basra Sports City Stadium (in Basra)                 |
| Nejmeh Club        | 0:2 | al-Riffa SC \| Khalifa Sports City Stadium (in Madinat Isa)      |
| 2. Oktober 2023    |     |                                                                  |
| al-Arabi           | 0:0 | Nejmeh Club \| al-Kuwait SC Stadium (in Kaifan)                  |
| al-Riffa SC        | 1:1 | al-Zawraa SC \| Khalifa Sports City Stadium (in Madinat Isa)     |
| 23. Oktober 2023   |     |                                                                  |
| al-Zawraa SC       | 4:1 | Nejmeh Club \| Basra Sports City Stadium (in Basra)              |
| al-Arabi           | 0:3 | al-Riffa SC \| Jaber al-Ahmad International Stadium (in Ardiya)  |
| 6. November 2023   |     |                                                                  |
| Nejmeh Club        | 1:2 | al-Zawraa SC \| König-Fahd-Stadion (in Ta'if)                    |
| al-Riffa SC        | 2:1 | al-Arabi \| Khalifa Sports City Stadium (in Madinat Isa)         |
| 27. November 2023  |     |                                                                  |
| al-Arabi           | 1:1 | al-Zawraa SC \| Jaber al-Ahmad International Stadium (in Ardiya) |
| al-Riffa SC        | 6:1 | Nejmeh Club \| Khalifa Sports City Stadium (in Madinat Isa)      |
| 12. Dezember 2023  |     |                                                                  |
| al-Zawraa SC       | 2:1 | al-Riffa SC \| Basra Sports City Stadium (in Basra)              |
| Nejmeh Club        | 1:2 | al-Arabi \| Jaber al-Ahmad International Stadium (in Ardiya)     |

### Gruppe D
| Pl. | Verein            | Sp. | S | U | N | Tore    | Diff. | Punkte |
| --- | ----------------- | --- | - | - | - | ------- | ----- | ------ |
| 1.  | Odisha FC         | 6   | 4 | 0 | 2 | 017:120 | +5    | 12     |
| 2.  | Bashundhara Kings | 6   | 3 | 1 | 2 | 010:100 | ±0    | 10     |
| 3.  | Mohun Bagan AC    | 6   | 2 | 1 | 3 | 011:110 | ±0    | 07     |
| 4.  | Maziya S&RC       | 6   | 2 | 0 | 4 | 009:140 | −5    | 06     |

| 19. September 2023 |     |                                                       |
| Maziya S&RC        | 3:1 | Bashundhara Kings \| Rasmee-Dhandu-Stadion            |
| Odisha FC          | 0:4 | Mohun Bagan AC \| Kalinga Stadium                     |
| 2. Oktober 2023    |     |                                                       |
| Bashundhara Kings  | 3:2 | Odisha FC \| Bashundhara Kings Arena                  |
| Mohun Bagan AC     | 2:1 | Maziya S&RC \| Salt Lake Stadium                      |
| 24. Oktober 2023   |     |                                                       |
| Odisha FC          | 6:1 | Maziya S&RC \| Kalinga Stadium                        |
| Mohun Bagan AC     | 2:2 | Bashundhara Kings \| Kalinga Stadium (in Bhubaneswar) |
| 7. November 2023   |     |                                                       |
| Maziya S&RC        | 2:3 | Odisha FC \| Rasmee-Dhandu-Stadion                    |
| Bashundhara Kings  | 2:1 | Mohun Bagan AC \| Bashundhara Kings Arena             |
| 27. November 2023  |     |                                                       |
| Bashundhara Kings  | 2:1 | Maziya S&RC \| Bashundhara Kings Arena                |
| Mohun Bagan AC     | 2:5 | Odisha FC \| Salt Lake Stadium                        |
| 11. Dezember 2023  |     |                                                       |
| Maziya S&RC        | 1:0 | Mohun Bagan AC \| Rasmee-Dhandu-Stadion               |
| Odisha FC          | 1:0 | Bashundhara Kings \| Kalinga Stadium                  |

### Gruppe E
| Pl. | Verein          | Sp. | S | U | N | Tore    | Diff. | Punkte |
| --- | --------------- | --- | - | - | - | ------- | ----- | ------ |
| 1.  | Abdish-Ata Kant | 6   | 5 | 1 | 0 | 018:600 | +12   | 16     |
| 2.  | Altyn Asyr FK   | 6   | 3 | 1 | 2 | 007:900 | −2    | 10     |
| 3.  | Ravshan Kulob   | 6   | 0 | 3 | 3 | 002:500 | −3    | 03     |
| 4.  | Merw FK         | 6   | 0 | 3 | 3 | 006:130 | −7    | 03     |

| 21. September 2023 |     |                                                        |
| Abdish-Ata Kant    | 3:0 | Altyn Asyr FK \| Dolen-Omursakow-Stadion (in Bischkek) |
| Ravshan Kulob      | 0:0 | Merw FK \| Hisor Central Stadium (in Hissor)           |
| 5. Oktober 2023    |     |                                                        |
| Merw FK            | 1:1 | Abdish-Ata Kant \| Aşgabat-Stadion (in Aşgabat)        |
| Altyn Asyr FK      | 1:1 | Ravshan Kulob \| Aşgabat-Stadion                       |
| 26. Oktober 2023   |     |                                                        |
| Ravshan Kulob      | 0:1 | Abdish-Ata Kant \| Hisor Central Stadium (in Hissor)   |
| Merw FK            | 1:2 | Altyn Asyr FK \| Aşgabat-Stadion (in Aşgabat)          |
| 9. November 2023   |     |                                                        |
| Abdish-Ata Kant    | 1:0 | Ravshan Kulob \| Dolen-Omursakow-Stadion (in Bischkek) |
| Altyn Asyr FK      | 1:0 | Merw FK \| Aşgabat-Stadion                             |
| 30. November 2023  |     |                                                        |
| Merw FK            | 1:1 | Ravshan Kulob \| Aşgabat-Stadion (in Aşgabat)          |
| Altyn Asyr FK      | 2:4 | Abdish-Ata Kant \| Aşgabat-Stadion                     |
| 14. Dezember 2023  |     |                                                        |
| Ravshan Kulob      | 0:1 | Altyn Asyr FK \| Pamir-Stadion (in Duschanbe)          |
| Abdish-Ata Kant    | 8:3 | Merw FK \| Dolen-Omursakow-Stadion (in Bischkek)       |

### Gruppe F
| Pl. | Verein           | Sp. | S | U | N | Tore    | Diff. | Punkte |
| --- | ---------------- | --- | - | - | - | ------- | ----- | ------ |
| 1.  | Macarthur FC     | 6   | 5 | 0 | 1 | 023:500 | +18   | 15     |
| 2.  | Phnom Penh Crown | 6   | 4 | 0 | 2 | 015:700 | +8    | 12     |
| 3.  | Cebu FC          | 6   | 1 | 1 | 4 | 004:190 | −15   | 04     |
| 4.  | Shan United      | 6   | 1 | 1 | 4 | 003:140 | −11   | 04     |

| 21. September 2023 |     |                                                        |
| Cebu FC            | 0:3 | Phnom Penh Crown \| Rizal Memorial Stadium (in Manila) |
| Shan United        | 0:3 | Macarthur FC \| Thuwanna-Stadion (in Rangun)           |
| 5. Oktober 2023    |     |                                                        |
| Macarthur FC       | 8:2 | Cebu FC \| Campbelltown Stadium                        |
| Phnom Penh Crown   | 4:0 | Shan United \| Olympiastadion Phnom Penh               |
| 26. Oktober 2023   |     |                                                        |
| Phnom Penh Crown   | 3:0 | Macarthur FC \| Olympiastadion Phnom Penh              |
| Cebu FC            | 1:0 | Shan United \| Rizal Memorial Stadium (in Manila)      |
| 9. November 2023   |     |                                                        |
| Macarthur FC       | 5:0 | Phnom Penh Crown \| Campbelltown Stadium               |
| Shan United        | 1:1 | Cebu FC \| Thuwanna-Stadion (in Rangun)                |
| 30. November 2023  |     |                                                        |
| Macarthur FC       | 4:0 | Shan United \| Pathum Thani Stadium (in Bueng Yitho) 1 |
| Phnom Penh Crown   | 4:0 | Cebu FC \| Olympiastadion Phnom Penh                   |
| 14. Dezember 2023  |     |                                                        |
| Cebu FC            | 0:3 | Macarthur FC \| Rizal Memorial Stadium (in Manila)     |
| Shan United        | 2:1 | Phnom Penh Crown \| Thuwanna-Stadion (in Rangun)       |

Anmerkung

### Gruppe G
| Pl. | Verein                 | Sp. | S | U | N | Tore    | Diff. | Punkte |
| --- | ---------------------- | --- | - | - | - | ------- | ----- | ------ |
| 1.  | Central Coast Mariners | 6   | 4 | 1 | 1 | 021:700 | +14   | 13     |
| 2.  | Terengganu FC          | 6   | 3 | 3 | 0 | 010:600 | +4    | 12     |
| 3.  | Bali United            | 6   | 2 | 1 | 3 | 015:150 | ±0    | 07     |
| 4.  | Stallion Laguna        | 6   | 0 | 1 | 5 | 009:270 | −18   | 01     |

| 20. September 2023     |     |                                                              |
| Stallion Laguna        | 2:5 | Bali United \| Biñan Stadium                                 |
| Terengganu FC          | 1:0 | Central Coast Mariners \| Sultan Mizan Zainal Abidin Stadium |
| 4. Oktober 2023        |     |                                                              |
| Central Coast Mariners | 9:1 | Stallion Laguna \| Central Coast Stadium                     |
| Bali United            | 1:1 | Terengganu FC \| Stadion Kapten I Wayan Dipta                |
| 26. Oktober 2023       |     |                                                              |
| Central Coast Mariners | 6:3 | Bali United \| Central Coast Stadium                         |
| Terengganu FC          | 2:2 | Stallion Laguna \| Sultan Mizan Zainal Abidin Stadium        |
| 8. November 2023       |     |                                                              |
| Stallion Laguna        | 2:3 | Terengganu FC \| Biñan Stadium                               |
| Bali United            | 1:2 | Central Coast Mariners \| Stadion Kapten I Wayan Dipta       |
| 29. November 2023      |     |                                                              |
| Central Coast Mariners | 1:1 | Terengganu FC \| Central Coast Stadium                       |
| Bali United            | 5:2 | Stallion Laguna \| Stadion Kapten I Wayan Dipta              |
| 13. Dezember 2023      |     |                                                              |
| Terengganu FC          | 2:0 | Bali United \| Sultan Mizan Zainal Abidin Stadium            |
| Stallion Laguna        | 0:3 | Central Coast Mariners \| Biñan Stadium                      |

### Gruppe H
| Pl. | Verein         | Sp. | S | U | N | Tore    | Diff. | Punkte |
| --- | -------------- | --- | - | - | - | ------- | ----- | ------ |
| 1.  | Sabah FC       | 6   | 4 | 0 | 2 | 019:900 | +10   | 12     |
| 2.  | Hải Phòng FC   | 6   | 3 | 1 | 2 | 013:900 | +4    | 10     |
| 3.  | PSM Makassar   | 6   | 3 | 1 | 2 | 010:120 | −2    | 10     |
| 4.  | Hougang United | 6   | 1 | 0 | 5 | 006:180 | −12   | 03     |

| 21. September 2023 |     |                                                             |
| Hải Phòng FC       | 3:0 | PSM Makassar \| Lạch Tray Stadium                           |
| Sabah FC           | 3:1 | Hougang United \| Likas Stadium                             |
| 5. Oktober 2023    |     |                                                             |
| PSM Makassar       | 0:5 | Sabah FC \| Stadion Kapten I Wayan Dipta (in Gianyar)       |
| Hougang United     | 2:1 | Hải Phòng FC \| Jalan Besar Stadium                         |
| 25. Oktober 2023   |     |                                                             |
| Hải Phòng FC       | 3:2 | Sabah FC \| Lạch Tray Stadium                               |
| PSM Makassar       | 3:1 | Hougang United \| Stadion Kapten I Wayan Dipta (in Gianyar) |
| 9. November 2023   |     |                                                             |
| Hougang United     | 1:3 | PSM Makassar \| Jalan Besar Stadium                         |
| Sabah FC           | 4:1 | Hải Phòng FC \| Likas Stadium                               |
| 30. November 2023  |     |                                                             |
| PSM Makassar       | 1:1 | Hải Phòng FC \| Stadion Kapten I Wayan Dipta (in Gianyar)   |
| Hougang United     | 1:4 | Sabah FC \| Jalan Besar Stadium                             |
| 14. Dezember 2023  |     |                                                             |
| Hải Phòng FC       | 4:0 | Hougang United \| Lạch Tray Stadium                         |
| Sabah FC           | 1:3 | PSM Makassar \| Likas Stadium                               |

### Gruppe I
| Pl. | Verein             | Sp. | S | U | N | Tore    | Diff. | Punkte |
| --- | ------------------ | --- | - | - | - | ------- | ----- | ------ |
| 1.  | Taichung Futuro FC | 6   | 4 | 0 | 2 | 008:800 | ±0    | 12     |
| 2.  | FC Ulaanbaatar     | 6   | 4 | 0 | 2 | 007:700 | ±0    | 12     |
| 3.  | Tainan City FC     | 6   | 3 | 0 | 3 | 015:120 | +3    | 09     |
| 4.  | Chao Pak Kei       | 6   | 1 | 0 | 5 | 006:900 | −3    | 03     |

| 21. September 2023 |     |                                                            |
| FC Ulaanbaatar     | 3:1 | Tainan City FC \| MFF Stadium                              |
| Chao Pak Kei       | 0:1 | Taichung Futuro FC \| Macau Olympic Complex                |
| 5. Oktober 2023    |     |                                                            |
| FC Ulaanbaatar     | 0:2 | Taichung Futuro FC \| MFF Stadium                          |
| 26. Oktober 2023   |     |                                                            |
| Taichung Futuro FC | 2:1 | Tainan City FC \| Nationalstadion Kaohsiung (in Kaohsiung) |
| Chao Pak Kei       | 0:1 | FC Ulaanbaatar \| Macau Olympic Complex                    |
| 9. November 2023   |     |                                                            |
| FC Ulaanbaatar     | 1:0 | Chao Pak Kei \| MFF Stadium                                |
| Tainan City FC     | 5:1 | Taichung Futuro FC \| Nanzih-Stadion (in Kaohsiung)        |
| 30. November 2023  |     |                                                            |
| Taichung Futuro FC | 1:0 | Chao Pak Kei \| Nanzih-Stadion (in Kaohsiung)              |
| Tainan City FC     | 3:0 | FC Ulaanbaatar \| Nanzih-Stadion (in Kaohsiung)            |
| 10. Dezember 2023  |     |                                                            |
| Tainan City FC     | 4:2 | Chao Pak Kei \| Nanzih-Stadion (in Kaohsiung)              |
| 14. Dezember 2023  |     |                                                            |
| Chao Pak Kei       | 4:1 | Tainan City FC \| Macau Olympic Complex                    |
| Taichung Futuro FC | 1:2 | FC Ulaanbaatar \| Nanzih-Stadion (in Kaohsiung)            |

### Tabellen der Gruppenzweiten
Neben den neun Gruppensiegern qualifizierte sich auch der jeweils beste Gruppenzweite der West- und der Südostregion für die Finalrunde. Bei Punktgleichheit zweier oder aller Mannschaften wurde die Platzierung durch folgende Kriterien ermittelt:
1. Tordifferenz aus allen Gruppenspielen
2. Anzahl Tore in allen Gruppenspielen
3. Niedrigere Anzahl Punkte durch Gelbe und Rote Karten (Gelbe Karte 1 Punkt, Gelb-Rote und Rote Karte 3 Punkte, Gelbe Karte auf die eine direkte Rote Karte folgt 4 Punkte)
4. Höherer Rang des Fußballverbandes in der AFC-Vierjahreswertung

Westregion
| Pl. | Verein       | Sp. | S | U | N | Tore    | Diff. | Punkte | Gruppe |
| --- | ------------ | --- | - | - | - | ------- | ----- | ------ | ------ |
| 1.  | al Ahed      | 4   | 2 | 0 | 2 | 005:500 | ±0    | 06     | A      |
| 2.  | al-Zawraa SC | 4   | 1 | 2 | 1 | 005:500 | ±0    | 05     | C      |
| 3.  | al-Wihdat    | 4   | 1 | 1 | 2 | 006:700 | −1    | 04     | B      |

Südostregion
| Pl. | Verein           | Sp. | S | U | N | Tore    | Diff. | Punkte | Gruppe |
| --- | ---------------- | --- | - | - | - | ------- | ----- | ------ | ------ |
| 1.  | Phnom Penh Crown | 6   | 4 | 0 | 2 | 015:700 | +8    | 12     | F      |
| 2.  | Terengganu FC    | 6   | 3 | 3 | 0 | 010:600 | +4    | 12     | G      |
| 3.  | Hải Phòng FC     | 6   | 3 | 1 | 2 | 013:900 | +4    | 10     | H      |

## Finalrunde

### Regional-Halbfinale
Für das Regional-Halbfinale qualifizierten sich die Mannschaften der West- und der Südostregion. Die Spielpaarungen wurden schon bei der Auslosung der Gruppenphase im August 2023 blind festgelegt. Abhängig dabei war nur aus welcher Gruppe der jeweils beste Gruppenzweite kam. Die Begegnungen der Westregion wurden in zwei und die der Ostregion in einem Spiel entschieden. Die Spiele fanden am 12. und 13. Februar sowie am 19. und 20. Februar 2024 statt.
|                        | Gesamt          |                  | Hinspiel | Rückspiel | Region |
| ---------------------- | --------------- | ---------------- | -------- | --------- | ------ |
| al-Riffa SC            | 2:4             | al-Nahda Club    | 1:1      | 1:3 n. V. | West   |
| al Ahed                | 1:1 (4:2 i. E.) | al-Kahrabaa SC   | 0:1      | 1:0 n. V. | West   |
| Macarthur FC           | 3:0             | Sabah FC         | 3:0      | —         | Südost |
| Central Coast Mariners | 4:0             | Phnom Penh Crown | 4:0      | —         | Südost |

### Regional-Finale
Im Regional-Finale spielten die zwei Sieger des Regional-Halbfinales der Westregion und die zwei der Südostregion jeweils gegeneinander. Das Heimrecht in den Spielen wurde am 28. Dezember 2023 ausgelost. Die Begegnung der Westregion wurde in zwei und die der Ostregion in einem Spiel entschieden. Die Spiele fanden am 22. Februar sowie am 16. und 23. April 2024 statt.
|              | Gesamt |                        | Hinspiel  | Rückspiel | Region |
| ------------ | ------ | ---------------------- | --------- | --------- | ------ |
| al Ahed      | 3:2    | al-Nahda Club          | 1:0       | 2:2       | West   |
| Macarthur FC | 2:3    | Central Coast Mariners | 2:3 n. V. | —         | Südost |

### Interregional-Halbfinale
Im Interregional-Halbfinale spielten die drei Sieger der Gruppen D, E und I sowie der Sieger des Regional-Finales der Südostregion gegeneinander. Die Spielpaarungen wurden am 28. Dezember 2023 ausgelost. Die Hinspiele fanden am 6. und 7. März und die Rückspiele am 13. und 14. März 2024 statt.
|                        | Gesamt |                    | Hinspiel | Rückspiel |
| ---------------------- | ------ | ------------------ | -------- | --------- |
| Abdish-Ata Kant        | 8:1    | Taichung Futuro FC | 5:0      | 3:1       |
| Central Coast Mariners | 4:0    | Odisha FC          | 4:0      | 0:0       |

### Interregional-Finale
Im Interregional-Finale spielten die zwei Sieger des Interregional-Halbfinales jeweils gegeneinander. Die Reihenfolge der Spiele wurde vor der Auslosung des Interregional-Halbfinales festgelegt. Das Hinspiel fand am 17. April und das Rückspiel am 24. April 2024 statt.
|                 | Gesamt |                        | Hinspiel | Rückspiel |
| --------------- | ------ | ---------------------- | -------- | --------- |
| Abdish-Ata Kant | 1:4    | Central Coast Mariners | 1:1      | 0:3       |

### Finale
| al Ahed                                                                         | al Ahed | Central Coast Mariners | Central Coast Mariners |
| ------------------------------------------------------------------------------- | --- | --- | ---------------------- |
| al Ahed                                                                         | \| 5. Mai 2024 um 20:00 Uhr (18:00 Uhr MESZ) in Maskat (Sultan-Qabus-Sportzentrum) \| \| Ergebnis: 0:1 (0:0) \| \| Zuschauer: 1.930 \| \| Schiedsrichter: Omar al-Ali ( Vereinigte Arabische Emirate) \| \| Spielbericht \|                                                | \| 5. Mai 2024 um 20:00 Uhr (18:00 Uhr MESZ) in Maskat (Sultan-Qabus-Sportzentrum) \| \| Ergebnis: 0:1 (0:0) \| \| Zuschauer: 1.930 \| \| Schiedsrichter: Omar al-Ali ( Vereinigte Arabische Emirate) \| \| Spielbericht \|                                                     | Central Coast Mariners |
| al Ahed                                                                         | Mostafa Matar – Hussein Zein (83. Nour Mansour), Felix Michel, Khalil Khamis, Diaa al-Mohammad – Mohamad Haidar (60. Ali al-Haj), Walid Shour, Hasan Srour, Mohammad al-Marmour (88. Karim Darwich) – Mohammad al-Hallak, Lee Erwin Cheftrainer: Raafat Mohammad ( Syrien) | Danny Vukovic – Mikael Doka, Dan Hall, Brian Kaltak, Jacob Farrell – Miguel Di Pizio (66. Storm Roux), Max Balard, Brad Tapp (89. Harry Steele), Christian Theoharous (46. Ronald Barcellos) – Ryan Edmondson (64. Alou Kuol), Josh Nisbet Cheftrainer: Mark Jackson ( England) | Central Coast Mariners |
| al Ahed                                                                         | 0:1 Kuol (84.) | | Central Coast Mariners |
| al Ahed                                                                         | Zein (75.), Shour (81.), Michel (90.+7') | | Central Coast Mariners |
| 5. Mai 2024 um 20:00 Uhr (18:00 Uhr MESZ) in Maskat (Sultan-Qabus-Sportzentrum) | | |                        |
| Ergebnis: 0:1 (0:0)                                                             | | |                        |
| Zuschauer: 1.930                                                                | | |                        |
| Schiedsrichter: Omar al-Ali ( Vereinigte Arabische Emirate)                     | | |                        |
| Spielbericht                                                                    | | |                        |

## Torschützenliste
Nachfolgend sind die besten Torschützen der AFC-Cup-Saison (ohne Qualifikation) aufgeführt. Bei gleicher Anzahl von Treffern sind die Spieler alphabetisch sortiert.
| Rang | Nat               | Spieler                 | Verein                 | Tore |
| ---- | ----------------- | ----------------------- | ---------------------- | ---- |
| 01   | Brasilien         | Marco Túlio             | Central Coast Mariners | 8    |
| 02   | Japan             | Shintarō Shimizu        | Phnom Penh Crown       | 7    |
| 03   | Malaysia          | Darren Lok              | Sabah FC               | 6    |
|      | Macau             | Niki Torrão             | Chao Pak Kei           | 6    |
| 05   | Chinesisch Taipeh | Ange Kouamé             | Tainan City FC         | 5    |
|      | Kirgisistan       | Kairat Schyrgalbek Uulu | Abdish-Ata Kant        | 5    |
| 07   | Mexiko            | Ulises Dávila           | Macarthur FC           | 4    |
|      | Brasilien         | Mikael Doka             | Central Coast Mariners | 4    |
|      | Australien        | Jed Drew                | Macarthur FC           | 4    |
|      | Senegal           | Mourtada Fall           | Odisha FC              | 4    |
|      | Frankreich        | Valère Germain          | Macarthur FC           | 4    |
|      | Bahrain           | Hashim Sayed Isa        | al-Riffa SC            | 4    |
|      | Serbien           | Đorđe Maksimović        | Hougang United         | 4    |
|      | Oman              | Issam al-Sabhi          | al-Nahda Club          | 4    |
|      | Kirgisistan       | Magamed Usdenow         | Abdish-Ata Kant        | 4    |

## Eingesetzte Spieler von Central Coast Mariners
| Johor Darul Ta’zim FC | - Tor: Danny Vukovic (12/-); Jack Warshawsky (2/-) - Abwehr: Mikael Doka (13/4); Storm Roux (12/1); Brian Kaltak (11/2); Dan Hall (11/-); Jacob Farrell (10/2); Nathan Paull (6/-) - Mittelfeld: Josh Nisbet (13/1); Max Balard (13/-); Miguel Di Pizio (10/3); Brad Tapp (9/-); Harry Steele (8/-); William Wilson (5/-); Bailey Brandtman (3/-) - Sturm: Christian Theoharous (13/2); Ángel Torres (10/2); Alou Kuol (9/3); Jing Reec (9/1); Ryan Edmondson (7/3); Marco Túlio (6/8); Ronald Barcellos (5/2); Dylan Wenzel-Halls (3/2); Nicholas Duarte (1/-) - Trainer: Abbas Saad (Gruppenphase, ein Spiel); Mark Jackson (Gruppenphase, fünf Spiele, bis Finale) |

## Schiedsrichter
Die 120 Spiele wurden von 62 verschiedenen Schiedsrichtern aus 30 Ländern geleitet. Jeweils fünf Schiedsrichter stammten aus dem Iran und Südkorea, je vier aus Jordanien und dem Oman, je drei aus Indien, Japan, den Malediven und den Vereinigten Arabischen Emiraten sowie je zwei aus Australien, Bahrain, China, Hongkong, Indonesien, dem Libanon, Malaysia, Singapur, Sri Lanka und Tadschikistan.
Für das Finale war der Emirater Omar al-Ali verantwortlich.
| Schiedsrichter            | Land               | Geboren       | Spiele |     |    |    |
| ------------------------- | ------------------ | ------------- | ------ | --- | -- | -- |
| Dajyrbek Abdyldajew       | Kirgisistan        | 1. Jan. 1993  | 001    | 002 | 0  | 0  |
| Hussein Abo Yehia         | Libanon            | 31. Jan. 1981 | 001    | 004 | 0  | 0  |
| Baraa Aisha               | Palästina          | 1. Jan. 1990  | 001    | 002 | 0  | 0  |
| Hassan Akrami             | Iran               | 6. Sep. 1984  | 002    | 009 | 0  | 0  |
| Ahmed al-Ali              | Jordanien          | 27. Juli 1987 | 001    | 004 | 0  | 0  |
| Omar al-Ali               | Ver. Arab. Emirate | 16. Feb. 1988 | 001    | 003 | 0  | 0  |
| Razlan Joffri Ali         | Malaysia           | 6. Jan. 1985  | 004    | 013 | 0  | 0  |
| Thoriq Alkatiri           | Indonesien         | 19. Nov. 1988 | 001    | 003 | 0  | 0  |
| Mohammad Arafah           | Jordanien          | 1. Sep. 1982  | 003    | 017 | 0  | 0  |
| Ahmad al-Badowe           | Singapur           | 20. Okt. 1987 | 001    | 004 | 0  | 0  |
| Faisal al-Balawi          | Saudi-Arabien      | 9. Dez. 1988  | 002    | 006 | 0  | 0  |
| Pranjal Banerjee          | Indien             | 21. Apr. 1986 | 005    | 016 | 0  | 01 |
| Jonathan Barreiro         | Australien         | 17. Dez. 1989 | 001    | 000 | 0  | 0  |
| Mooud Bonyadifard         | Iran               | 8. Sep. 1985  | 001    | 001 | 0  | 0  |
| Chae Sang-hyeop           | Südkorea           | 27. Aug. 1989 | 002    | 004 | 0  | 0  |
| Chen Hsin-chuan           | Taiwan             | 31. Mär. 1987 | 001    | 002 | 0  | 0  |
| Chuan Hui Foo             | Singapur           | 15. Okt. 1983 | 001    | 001 | 0  | 0  |
| Clifford Daypuyat         | Philippinen        | 1. Jan. 1988  | 002    | 005 | 0  | 0  |
| Adam Fazeel               | Malediven          | 1. Jan. 1990  | 001    | 001 | 0  | 0  |
| Mohammad Ghabayen         | Jordanien          | 1. Jan. 1991  | 001    | 001 | 0  | 0  |
| Sadullo Gulmurodi         | Tadschikistan      | 2. Dez. 1990  | 001    | 005 | 0  | 0  |
| Abdul Hakim Haidi         | Brunei             | 6. Nov. 1989  | 001    | 003 | 0  | 0  |
| Sultan al-Hammadi         | Ver. Arab. Emirate | 18. Dez. 1984 | 001    | 002 | 0  | 0  |
| Qasim al-Hatmi            | Oman               | 11. Dez. 1990 | 006    | 020 | 0  | 0  |
| Bijan Heidari             | Iran               | 21. Juli 1980 | 004    | 012 | 0  | 0  |
| Payam Heidari             | Iran               | 15. Feb. 1987 | 002    | 009 | 0  | 0  |
| Ahmad Ibrahim             | Jordanien          | 12. Mär. 1985 | 003    | 008 | 0  | 0  |
| Jumpei Iida               | Japan              | 14. Aug. 1981 | 001    | 005 | 0  | 0  |
| Ismaeel Habib Ali Ismaeel | Bahrain            | 21. Feb. 1984 | 004    | 008 | 0  | 0  |
| Abdullah Jamali           | Kuwait             | 23. Mai 1992  | 001    | 004 | 0  | 0  |
| Mohamed Javiz             | Malediven          | 1. Jan. 1985  | 001    | 002 | 0  | 0  |
| Nasrullo Kabirow          | Tadschikistan      | 5. Mai 1985   | 006    | 022 | 0  | 0  |
| Hiroki Kasahara           | Japan              | 8. Apr. 1989  | 001    | 003 | 0  | 0  |
| Seyed Vahid Kazemi        | Iran               | 22. Sep. 1983 | 003    | 013 | 0  | 0  |
| Kim Hee-gon               | Südkorea           | 4. Nov. 1985  | 001    | 007 | 0  | 0  |
| Kim Dae-yong              | Südkorea           | 12. Juni 1981 | 002    | 008 | 0  | 01 |
| Kim Woo-sung              | Südkorea           | 28. Mai 1987  | 003    | 006 | 0  | 0  |
| Alexander King            | Australien         | 12. Mär. 1992 | 001    | 002 | 0  | 0  |
| Liu Kwok Man              | Hongkong           | 1. Juli 1978  | 001    | 004 | 0  | 0  |
| Ammar Mahfoodh            | Bahrain            | 7. Aug. 1986  | 005    | 019 | 0  | 0  |
| Mahmood al-Majarafi       | Oman               | 1. Jan. 1987  | 002    | 010 | 0  | 0  |
| Zaid Thamer Mohammed      | Irak               | 4. Jan. 1990  | 003    | 007 | 0  | 0  |
| Yahya al-Mulla            | Ver. Arab. Emirate | 1. Jan. 1985  | 001    | 004 | 01 | 0  |
| Tejas Nagvenkar           | Indien             | 29. Mär. 1986 | 001    | 003 | 0  | 0  |
| Ngô Duy Lân               | Vietnam            | 3. Juli 1984  | 001    | 006 | 0  | 01 |
| Gamini Nivon              | Sri Lanka          | 24. Juli 1984 | 004    | 013 | 0  | 0  |
| Yudi Nurcahya             | Indonesien         | 5. Nov. 1986  | 001    | 000 | 0  | 0  |
| Oh Hyeon-jeong            | Südkorea           | 10. Mär. 1988 | 001    | 002 | 0  | 01 |
| Mongkolchai Pechsri       | Thailand           | 7. Mai 1981   | 001    | 003 | 0  | 0  |
| Hettikamkanamge Perera    | Sri Lanka          | 19. Sep. 1978 | 004    | 016 | 01 | 0  |
| Venkatesh Ramachandran    | Indien             | 25. Mai 1991  | 001    | 005 | 0  | 0  |
| Ali Reda                  | Libanon            | 30. Juni 1979 | 003    | 006 | 0  | 0  |
| Mohammed al-Shammari      | Katar              | 2. Aug. 1990  | 002    | 005 | 01 | 0  |
| Khalid al-Shaqsi          | Oman               | 1. Jan. 1983  | 002    | 002 | 0  | 0  |
| Shen Yinhao               | China              | 6. Nov. 1986  | 001    | 004 | 0  | 0  |
| Halim Aqa Sherzad         | Afghanistan        | 1. Jan. 1992  | 001    | 005 | 0  | 0  |
| Suhaizi Shukri            | Malaysia           | 23. Nov. 1979 | 002    | 011 | 0  | 0  |
| Hussain Sinan             | Malediven          | 21. Dez. 1991 | 001    | 005 | 0  | 0  |
| Tam Ping Wun              | Hongkong           | 13. Nov. 1988 | 002    | 006 | 0  | 0  |
| Yūdai Yamamoto            | Japan              | 4. Mär. 1983  | 001    | 008 | 0  | 0  |
| Omar al-Yaqoubi           | Oman               | 3. Juli 1987  | 003    | 008 | 01 | 01 |
| Zhang Lei                 | China              | 11. Mai 1982  | 001    | 000 | 0  | 0  |
| Gesamt                    | Gesamt             | Gesamt        | 120    | 389 | 04 | 05 |